# Carmena (kommunhuvudort)
Carmena är en kommunhuvudort i Spanien.   Den ligger i provinsen Toledo och regionen Kastilien-La Mancha, i den centrala delen av landet, 80 km sydväst om huvudstaden Madrid. Carmena ligger 559 meter över havet och antalet invånare är 858.
Terrängen runt Carmena är platt. Runt Carmena är det ganska glesbefolkat, med 26 invånare per kvadratkilometer. Närmaste större samhälle är Torrijos, 10,5 km öster om Carmena. Trakten runt Carmena består till största delen av jordbruksmark.